# 蘇耀光
蘇耀光（英語：Ken Sou Io Kuong，1985年5月30日—），身兼唱作歌手和音樂製作人，出道於澳門，有豐富演出及音樂製作經驗，在澳門流行音樂界中獲頒多個獎項，又曾與多名出色的港澳歌手合作，包括小肥、彭永琛、倪力等，參與的作品合共超過60首，他的音樂造詣深受行內和外界認同。

## 經歷

### 澳門

#### 幕前演出
從小便參加各大小歌唱比賽，獲獎無數；曾於2004年憑藉自己的國語原創歌曲<我>嬴得<第四屆全澳原創歌曲創作大賽金獎>、<最佳作曲>、<最佳演釋>等多個獎項，及後更簽約棋人娛樂製作，亦將獲獎歌曲＜我＞填寫成廣東作品<Catch Your Dream>，正式成為澳門歌手。
參與多首澳門流傳度甚廣的歌曲，當中包括有《第八屆澳廣視至愛新聽力頒獎音樂會》<至愛歌曲>得獎作品《唱將》、澳門回歸十週年主題曲《一個神奇的地方》、澳門大學30週年校慶主題曲《化雨春風》等。積極發揮其多方面的演藝才華，舞台上演出經驗豐富，曾參與很多澳門重要的大型慶典活動，包括澳門蛋開幕、太空人訪澳、回歸慶典、及多次參與澳門最大型的倒數晚會等。除了能揮灑自如的自彈自唱表演外，亦能以舞蹈配合節奏輕快的歌曲作演出。近年亦多次參與音樂劇與戲劇等的演出，在多次的大型音樂劇中擔任主要角色，演技亦得到業界認可。

#### 幕後製作
曾監製的得獎包括《第九屆澳廣視至愛新聽力頒獎音樂會》<歌曲金獎>作品《說不出的…》（作曲及編曲）、<至愛歌曲>得獎作品《擁你入懷》（編曲）、澳門旅遊局2013主題曲《Welcome to Macau》（作曲及編曲）等；亦為小肥、陳慧敏、倪力等到香港發展的澳門歌手擔任專輯中主要歌曲的創作部份。
除了流行曲的創作外，蘇耀光亦有豐富的廣告配樂與電影配樂經驗，曾參與的原創配樂有2013年亞太影展焦點電影《澳門街 - 樂兒》、輕軌TVC宣傳短片、Wifi-Go宣傳廣告等。

### 香港及內地
2014年正式進軍香港和內地樂壇，推出了兩首主打新歌《望遠鏡》和《I Just Wanna Say》，並且發佈到 iTunes ，在《新城勁爆頒獎禮》獲得《新城勁爆新登場男歌手銅獎》。參與了香港及內地的電視台和電台節目，其中包括 TVS2 的娛樂遊戲節目《桌桌有娛》、nowTV 熱門音樂節目《操控音樂》、羊城交通台熱門主題節目《大衞小夫Do Do Do》等。另外，他還接受了《廣州青年報》的專訪，分享了音樂路上的點滴，鼓勵年青人。

## 歌曲作品列表

### 2005年
| - 蘇耀光 - Catch Your Dream（蘇耀光 主唱/作曲/填詞） |

### 2007年
| - 蘇耀光 - 中庸之道（蘇耀光 主唱） |

### 2008年
| - 蘇耀光 - 大寵愛（蘇耀光 主唱/作曲/填詞） - 蘇耀光 - 衝出暗巷（蘇耀光 主唱） | - 蘇俏慧 - 花若男（蘇耀光 作曲/填詞） |

### 2009年
| - 蘇耀光,倪力,龍世傑,周佩英,羅凱瑩,蘇俏慧,百強 - 棋開得勝賀新歲（蘇耀光 主唱/作曲/編曲/監製) |

### 2010年
| - 羅凱瑩 - When I fall in love（作曲/填詞/編曲/監製) - 蘇耀光 - 唱將（主唱） - 蘇耀光,倪力,龍世傑,周佩英,陳佳,孫鳯明,小肥,余翠芝, 韓依晴 - 一個神奇的地方（主唱） | - 花漾壯男 - 發夢要趁早（作曲/編曲/監製) - Julio - 櫻花的承諾（作曲/編曲/監製) |

### 2011年
| - Kavh - Lover（編曲/監製) - 周佩英, 羅凱瑩 - 地球我們知道了（作曲/編曲/監製) - 周佩英 - 默言（作曲/編曲/監製) - 彭永琛 - 青空（編曲/監製) - 馬曼莉 - 背對背（編曲/監製) - 蔡麗敏 - 不可．一世（作曲/編曲/監製) - 龍世傑 - 說不出的（作曲/編曲/監製) | - 羅凱瑩 - Goodnight Baby（作曲/編曲/監製) - 倪力 - 擁你入懷（編曲/監製) - 程文政 - 一個人的大時代（編曲/監製) - 蘇耀光 - 幸福進行曲（主唱/作曲/填詞/編曲/監製) - 蘇耀光 - 殘念之書（主唱） - 蘇耀光,龍世傑,徐倩華,何嘉穎 - 化雨春風（主唱） - 蘇耀光,倪力,龍世傑,小肥 - 夢成匙（主唱/作曲/編曲/監製) |

### 2012年
| - 蘇耀光,倪力,龍世傑,周佩英,羅凱瑩,蘇俏慧,小肥,程文政,陳慧敏,馬曼莉,施連奴 - Dreamers GoGo（主唱/作曲/編曲/監製) - 蘇耀光,倪力,龍世傑,小肥,周佩英,羅凱瑩,蘇俏慧,程文政,陳慧敏,馬曼莉,施連奴 - 生老傷病 （主唱） - 蘇耀光,周佩英 - Why Me （主唱/作曲/編曲/監製) - 蘇耀光 - 繁華人生 （主唱/作曲/編曲/監製) - 蘇耀光 - 避忙錄 （主唱/作曲/填詞/編曲/監製) - 龍世傑 - 生鏽鐵 （編曲/監製) - 龍世傑 - 客套 （編曲/監製) | - 倪力 - 初歌 （編曲/監製) - 倪力 - 時光倒流七十年 （主唱/作曲/編曲/監製) - 倪力 - I wanna be with u （編曲/監製) - 周佩英 - 英英 （編曲/監製) - 馮惠雅 - 曲解 （作曲） - 馮栢林 - 圍牆 （編曲/監製) - 林宗潔 - FB DNA （作曲/編曲/監製) - 歐陽日華 - 21克的愛 （作曲/編曲/監製) - 李嘉雯 - 終於明白 （編曲/監製) - 程文政 - 人情 （編曲/監製) |

### 2013年
| - 蘇耀光 - 交給我（主唱/填詞/作曲/編曲/監製) - 蘇耀光 - 成年戀（主唱/作曲/編曲/監製) - 蘇耀光,倪力,龍世傑,程文政 - 不息的熾熱（主唱） - 蘇耀光,龍世傑,程文政 - 天高地厚（主唱） - 蘇耀光,龍世傑 - 望（主唱） - 龍世傑 - 白過（作曲） - 龍世傑 - 回憶回憶（編曲/監製) - 周佩英 - 愛天使（作曲/編曲/監製) - 羅凱瑩 - 邦女郎（作曲/編曲/監製) | - 陳慧敏 - 愛無懼（編曲/監製) - 陳慧敏 - 我很好騙（作曲） - 陳慧敏,小肥,彭永琛 - 有禮都市（作曲/編曲/監製) - 小肥 - 負親（作曲） - 小肥 - 門戶之見（作曲/編曲/監製) - 棋人義仕 - 反重力漫遊（作曲/編曲/監製) - 歐陽日華 - 丑角色（作曲/編曲/監製) |

### 2014年
| - 蘇耀光,龍世傑,周佩英,羅凱瑩,蘇俏慧,程文政,陳慧敏,禤泳倫,小肥 - Bom Bom 世界盃（主唱） - 蘇耀光,龍世傑,周佩英,羅凱瑩,蘇俏慧,程文政,陳慧敏,馬曼莉,歐陽日華,周家耀,倪力,小肥 - 你可以（主唱/作曲/編曲/監製) - 蘇耀光 - 望遠鏡（主唱/作曲/編曲/監製) - 蘇耀光 - I Just Wanna Say…（主唱/作曲/填詞/編曲/監製) - 歐陽日華,馬曼莉 - 一吻（作曲/編曲/監製) - 羅凱瑩 - 透明（作曲/編曲/監製) - 羅凱瑩 - 爽約（編曲/監製) - 龍世傑 - Lovely（編曲/監製) | - 程文政 - 家裏的餐桌（編曲/監製) - Julio - 離別說（作曲/編曲/監製) - 林萬靈 - 幸福搜索（編曲/監製) - 陳佳 - 上機（監製） - 蔡國柱 - 是與非（編曲/監製) - 梁建熙 - 成長（編曲/監製) - 梁綺蕎 - 出口（編曲/監製) - 李連錦 - 安歌（編曲/監製) - 小肥 - 找到了（作曲/編曲/監製) |

### 2015年
| - 彭永琛 - 心齋橋（編曲/監製) |

### 2017年
| - 陳慧敏 - 我以為世界早已崩塌（編曲/監製) - 陳慧敏 - 城市人（編曲/監製) - 陳慧敏 - 童話的歲月（作曲/編曲/監製) - 陳慧敏 - 慧敏歌（編曲) | - 陳慧敏 - 濠仔的心願（編曲/監製) - 陳慧敏 - 我們叫傻瓜（編曲/監製) - 陳慧敏 - 青春線最後一站（監製) |

## 演出作品

### 舞台劇

#### 2011年
- 唱好舞台3《愛情音樂劇》 (男主角)

#### 2012年
- 音樂劇《芝麻高高歌劇團》

#### 2013年
- 音樂劇《芝麻高高歌劇團II – 我們的光榮路》
- 音樂劇《芝麻高高歌劇團II – 我們的光榮路前傳 – 曙光初現》
- 話劇《師奶你好嘢》

#### 2014年
- 音樂劇《芝麻高高歌劇團III – D之殺人事件》

## 獎項

### 2010年
- 第八屆澳廣視至愛新聽力 ── 至愛歌曲獎《唱將》(主唱)
- 第八屆澳廣視至愛新聽力 ── 至愛歌曲獎《When I fall in love》 (作曲/編曲/監製)

### 2011年
- 第九屆澳廣視至愛新聽力 ── 金曲金獎《說不出的》 (作曲/編曲/監製)
- 第九屆澳廣視至愛新聽力 ── 至愛歌曲獎《背對背》 (編曲/監製)
- 第九屆澳廣視至愛新聽力 ── 至愛歌曲獎《擁你入懷》 (編曲/監製)

### 2012年
- 第十屆澳廣視至愛新聽力 ── 至愛歌曲獎《曲解》 (作曲)
- 第十屆澳廣視至愛新聽力 ── 至愛歌曲獎《生鏽鐵》 (編曲/監製)
- 第十屆澳廣視至愛新聽力 ── 至愛歌曲獎《英英》 (編曲/監製)

### 2014年
- 新城勁爆頒獎禮 ── 新城勁爆新登場男歌手銅獎

### 2015年
- 華語金曲獎 ── 優秀新人獎

## 外部連結
- 蘇耀光Facebook